# Ефект дротика на газоні
В авіації ефект дротика на газоні виникає, коли пілоти винищувачів прискорюються горизонтально з більш ніж 1 стандартною силою ваги. Ефект виникає, коли така екстремальна стимуляція вестибулярної системи призводить до відчуття, що літак набирає висоти, спонукаючи пілота знизити кут нахилу літака або опустити ніс.